# Pterolophia vitticollis
Pterolophia vitticollis es una especie de escarabajo longicornio del género Pterolophia, subfamilia Lamiinae. Fue descrita científicamente por Newman en 1842.
Se distribuye por Filipinas. Posee una longitud corporal de 10-12 milímetros.